# Legutio
Legutio (Basque: Legutiano) là một đô thị trong tỉnh Álava, thuộc Xứ Basque, phía bắc Tây Ban Nha.
Đô thị này cách thủ phủ Vitoria 16 km, có diện tích 45,85 km² và dân số 1.587 người (INE 2007) với mật độ dân số 34,61 người/km². Mã số bưu chính là 01170